# Euselasia issoria
Euselasia issoria is een vlindersoort uit de familie van de prachtvlinders (Riodinidae), onderfamilie Euselasiinae.
Euselasia issoria werd in 1869 beschreven door Hewitson.